# Zhuaraneus eugenei
Espèce
Synonymes
- Araneus eugenei Mi, Li & Pham, 2023

Zhuaraneus eugenei est une espèce d'araignées aranéomorphes de la famille des Araneidae.

## Distribution
Cette espèce est endémique du Viêt Nam. Elle se rencontre dans les provinces de Vinh Phuc et de Ninh Binh à Haïphong.

## Description
Le mâle holotype mesure 3,85 mm et la femelle paratype 4,75 mm.

## Systématique et taxinomie
Cette espèce a été décrite sous le protonyme Araneus eugenei par Mi, Li et Pham en 2023. Elle est placée dans le genre Zhuaraneus par Mi, Wang et Li en 2024.

## Publication originale
- Mi, Li & Pham, 2023 : « On five new species of the genera Araneus and Hypsosinga (Araneae, Araneidae) from Vietnam. » ZooKeys, vol. 1161, p. 69-87 (texte intégral).